# Shahrestān di Komeijan
Lo shahrestān di Komeijan (farsi شهرستان کمیجان) è uno dei 12 shahrestān della provincia di Markazi, il capoluogo è Komeijan. Lo shahrestān è suddiviso in 2 circoscrizioni (bakhsh): 
- Centrale (بخش مرکزی)
- Milajerd (بخش میلاجرد), con la città di Milajerd.